# Jessica Wyns
Jessica Wyns (Mechelen, 2 augustus 1993) is een Vlaams actrice.
Jessica Wyns studeerde drama aan het Stedelijk Conservatorium van Mechelen onder leiding van Grietje Vanderheijden.
Momenteel studeert ze aan de Hotel-en Toerismeschool Spermalie te Brugge, waar ze Toerisme volgt.
Ze speelde de rol van 'Sashli' in de populaire Vlaamse serie Wittekerke.